# Menedžment
Menedžment ali upravljanje (angleško management) je proces odločanja, načrtovanja, osmišljanja, usmerjanja, razporejanja (alociranja) organizacijskih resursov (virov), vodenja ter nadzora in vrednotenja izvajanja različnih aktivnosti. Hkrati je upravljanje ekonomska in organizacijska znanstvena disciplina, ki jo je v zgodnjih dvajsetih letih 20. stoletja utemeljil Henri Fayol.
Štiri temeljne funkcije menedžmenta so: načrtovanje, organiziranje, vodenje in nadzor. Tekom dvajsetega stoletja so se razvile različne menedžerske znanstvene discipline:
- strateški menedžment (angleško: Strategic Management)
- upravljanje s človeškimi viri (Human Resource Management);
- komunikacijski menedžment (Communications Management);
- finančni menedžment (Financial Management);
- krizni menedžment (Crisis Management);
- menedžment sprememb (Change Management);
- upravljanje z znanjem (Knowledge Management);
- upravljanje s cilji (Manegement by objectives) ipd.

## Sodobna opredelitev menedžmenta
Menedžment pomeni koordiniranje poslovnih aktivnosti, ki zagotavljajo uspešno in učinkovito poslovanje organizacije. Ta dva cilja menedžerji dosegajo z usmerjanjem in vodenjem zaposlenih, njihovih znanj, veščin in sposobnosti.

## Naloge menedžerjev
Menedžerji skupaj s sodelavci in s koordinacijo njihovih delovnih aktivnosti zagotavljajo doseganje ciljev organizacij. Opravljajo določene naloge menedžmenta, ki so:
- načrtovanje
- organiziranje
- vodenje
- nadziranje

## Pomen vodenja
Vodenje je glavna naloga menedžmenta in pomeni odgovornost do organizacije kot sistema. Namen vodenja je vpliv na zaposlene v organizaciji, da bo organizacija dosegala načrtovane poslovne in druge cilje. 
Vodenje je proces vplivanja na posameznike ali skupine s ciljem uspešnega doseganja zastavljenih ciljev. 
Empirični podatki in teorije podpirajo rezultate, da so vodje ključ za izboljšanje  učinkovitosti tima. Nekatere raziskave predlagajo, da je trening vodij najbolj potreben trening v organizacijah in je med prvimi tremi področji, kjer podjetja financirajo usposabljanje. 